# Maclas
Maclas là một xã trong tỉnh Loire miền trung nước Pháp.
Maclas is located near the villages of Véranne and Saint-Appolinard, approximately 50 kilometres south of Lyon. Vị trí của xã ở dãy núi Pilat. Công nghiệp chính của xã là nông nghiệp và công nghiệp.